# Javier García Jiménez
Javier García Jiménez (Cintruénigo, Navarra, 1985) es un político español miembro del Partido Popular de Navarra desde 2011 y líder del mismo desde finales de 2022. Fue el candidato de la formación en las elecciones al Parlamento de Navarra de 2023 en las que obtuvo un escaño y actúa de portavoz de su formación. Anteriormente había sido diputado del PPN en la IX legislatura de Navarra y diputado de Navarra Suma (coalición de la que formó parte el PPN) durante la X legislatura.

## Biografía
Javier García Jiménez nació el 11 de noviembre de 1985 en la localidad ribera de Cintruénigo, dentro de la Comunidad Foral de Navarra.

## Carrera política
Javier García Jiménez empezó en política en las juventudes de Convergencia de Demócratas de Navarra (Jóvenes Demócratas de Navarra), cuando este partido se disolvió, se afilió al Partido Popular de Navarra.
En las elecciones al Parlamento de Navarra de 2015 ocupó el segundo lugar en listas, tras Ana María Beltrán Villalba, puesto que el presidente del PPN en aquel momento, Pablo Zalba Bidegain, no ocupó ningún puesto en la lista por su condición de eurodiputado. El PPN obtuvo el 3,93 % de votos en las elecciones que significaron 2 escaños, ocupando Javier García el segundo de ellos.
En las siguientes elecciones forales de 2019, el PPN se presentó en una coalición junto a Unión del Pueblo Navarro y Ciudadanos, llamada Navarra Suma. En la lista de Na+ al Parlamento de Navarra, Javier García ocupó el 10.º puesto, obteniendo acta de diputado dado que la coalición amasó el 36,57 % de votos que supusieron 20 escaños.
El 4 de diciembre de 2022 tuvo lugar la votación para el liderazgo del Partido Popular de Navarra en la que Javier García fue elegido nuevo líder con el 97,2 % de los votos. El mismo mes UPN pondría fin a la coalición mantenida hasta ese momento con PPN y Cs, lo que abría la puerta a volver a presentarse por separado a las elecciones del año siguiente.
Para las elecciones forales de 2023, la lista del PPN fue encabezada por Javier García Jiménez, ya como nuevo líder del PPN y con Ana Beltrán aún como diputada en el Congreso de los Diputados. Tras las elecciones, el PPN obtuvo 3 escaños, faltándole 619 votos para traspasar un escaño de UPN a su formación. El resultado permitió a García Jiménez obtener su tercera acta de diputado en el Parlamento de Navarra.